# DDR-Juniorenmeisterschaft im Badminton
DDR-Juniorenmeisterschaften im Badminton fanden in den Einzeldisziplinen seit der Saison 1960/1961 statt. Offiziell wurden sie als Meisterschaften der Altersklassen 14–17 ausgetragen, die Teilnehmer mussten zum Stichtag also jünger als 18 Jahre sein. 1959/1960 wurden die Titelträger in einer noch nicht zur DDR-Meisterschaft erhobenen DDR-Bestenermittlung gekürt.

## Die Austragungsorte
| Saison    | Ort             | Datum                    |
| --------- | --------------- | ------------------------ |
| 1959/1960 | Karl-Marx-Stadt | 21./22. Mai 1960         |
| 1960/1961 | Leipzig         | 29./30. April 1961       |
| 1961/1962 | Senftenberg     | 28./29. April 1962       |
| 1962/1963 | Magdeburg       | 4./5. Mai 1963           |
| 1963/1964 | Berlin          | 2./3. Mai 1964           |
| 1964/1965 | Rostock         | 24./25. April 1965       |
| 1965/1966 | Dresden         | 23./24. April 1966       |
| 1966/1967 | Leipzig         | 22./23. April 1967       |
| 1967/1968 | Halle           | 27./28. April 1968       |
| 1968/1969 | Potsdam         | 19./20. April 1969       |
| 1969/1970 | Erfurt          | 11./12. April 1970       |
| 1970/1971 | Dresden         | 8./9. Mai 1971           |
| 1971/1972 | Stendal         | 8./9. April 1972         |
| 1972/1973 | Hoyerswerda     | 7./8. April 1973         |
| 1973/1974 | Suhl            | 27./28. April 1974       |
| 1974/1975 | Greifswald      | 26./27. April 1975       |
| 1975/1976 | Greifswald      | 10./11. April 1976       |
| 1976/1977 | Plauen          | 26./27. März 1977        |
| 1977/1978 | Hoyerswerda     | 8./9. April 1978         |
| 1978/1979 | Luckau          | 28./29. April 1979       |
| 1979/1980 | Greifswald      | 17./18. Mai 1980         |
| 1980/1981 | Greifswald      | 16./17. Mai 1981         |
| 1981/1982 | Greifswald      | 15./16. Mai 1982         |
| 1982/1983 | Suhl            | 23./24. April 1983       |
| 1983/1984 | Erfurt          | 7./8. April 1984         |
| 1984/1985 | Berlin          |                          |
| 1985/1986 | Tröbitz         | 1./2. März 1986          |
| 1986/1987 | Greifswald      | 28. Februar/1. März 1987 |
| 1987/1988 | Mühlhausen      | 26./27. Februar 1988     |
| 1988/1989 | Greifswald      | 25./26. Februar 1989     |
| 1989/1990 | Greifswald      | 24./25. Februar 1990     |

## Herreneinzel
| Saison                       | Erster                                  | Zweiter                                      | Dritter                                             | Dritter                                             |
| ---------------------------- | --------------------------------------- | -------------------------------------------- | --------------------------------------------------- | --------------------------------------------------- |
| 1959/1960 (Bestenermittlung) | Frank Fache (Aktivist Zipsendorf)       | Erich Wilde (Traktor Doberlug-Kirchhain)     | Gerd Börnert (HSG DHfK Leipzig)                     | Volker Herbst (HSG DHfK Leipzig)                    |
| 1960/1961                    | Frank Fache (Aktivist Zipsendorf)       | Volker Herbst (HSG DHfK Leipzig)             | Eberhard Hübner (SG Gittersee)                      | Joachim Schimpke (Fortschritt Hohenstein-Ernstthal) |
| 1961/1962                    | Frank Fache (Aktivist Zipsendorf)       | Joachim Schimpke (Motor IFA Karl-Marx-Stadt) | Jürgen Bommel (Aktivist Tröbitz)                    | Manfred Großer (Aktivist Zipsendorf)                |
| 1962/1963                    | Jürgen Bommel (Aktivist Tröbitz)        | Volker Herbst (HSG DHfK Leipzig)             | Harald Richter (Motor IFA Karl-Marx-Stadt)          |                                                     |
| 1963/1964                    | Jürgen Bommel (Aktivist Tröbitz)        | Christian Behrend (Aufbau Demmin)            | Hans-Jörg Hecker (Fortschritt Hohenstein-Ernstthal) |                                                     |
| 1964/1965                    | Jürgen Bommel (Aktivist Tröbitz)        | Lothar Diehr (EBT Berlin)                    | Helmut Huch (Lok Staßfurt)                          |                                                     |
| 1965/1966                    | Jürgen Bommel (Aktivist Tröbitz)        | Lothar Diehr (EBT Berlin)                    | Günter Heinrich (Einheit Gotha)                     |                                                     |
| 1966/1967                    | Jürgen Schulz (SG Gittersee)            | Wolfgang Bartz (EBT Berlin)                  | Edgar Michalowski (Einheit Greifswald)              | Erfried Michalowsky (Einheit Greifswald)            |
| 1967/1968                    | Edgar Michalowski (Einheit Greifswald)  | Erfried Michalowsky (Einheit Greifswald)     | Rolf Herrmann (Chemie Ilmenau)                      | Bernd Bäcker (Aktivist Tröbitz)                     |
| 1968/1969                    | Reinhard Twirdy (Einheit Gotha)         | Joachim Wiegand (Lok Weißenfels)             | Bernd Bäcker (Aktivist Tröbitz)                     | Fred Kraus (Aktivist Tröbitz)                       |
| 1969/1970                    | Wolfgang Böttcher (Lok Staßfurt)        | Joachim Wiegand (Lok Weißenfels)             | Ralph König (Einheit Dorfchemnitz)                  | Jürgen Brösel (Lok Staßfurt)                        |
| 1970/1971                    | Wolfgang Böttcher (Lok Staßfurt)        | Joachim Wiegand (Lok Weißenfels)             | Peter Schneider (Stahl Merseburg)                   | Dieter Spaller (Einheit Greifswald)                 |
| 1971/1972                    | Wolfgang Böttcher (HSG DHfK Leipzig)    | Detlef Sprenger (EBT Berlin)                 | Wolfram Schröter (EBT Berlin)                       | Frank Griesbach (Einheit Dorfchemnitz)              |
| 1972/1973                    | Detlef Sprenger (EBT Berlin)            | Jürgen Müller (HSG DHfK Leipzig)             | Frank Griesbach (Einheit Dorfchemnitz)              | Siegfried Dombrowski (Motor Eberswalde)             |
| 1973/1974                    | Siegfried Dombrowski (Motor Eberswalde) | Klaus Skobowsky (Fortschritt Tröbitz)        | Jörg-Peter Palm (FSG Wildau)                        | Roland Grandner (Motor Brand-Langenau)              |
| 1974/1975                    | Michael Franz (Einheit Greifswald)      | Hans-Jürgen Figger (Lok Kirchmöser)          | Matthias Röder (Chemie Zwenkau)                     | Roland Grandner (Motor Brand-Langenau)              |
| 1975/1976                    | Roland Grandner (Motor Brand-Langenau)  | Michael Schmidt (Kühlautomat Berlin)         | Rainer Sperfeldt (Gaselan Fürstenwalde)             | Hans Sossna (Gaselan Fürstenwalde)                  |
| 1976/1977                    | Jens Scheithauer (Einheit Dorfchemnitz) | Wolfgang Hillbricht (Kühlautomat Berlin)     | Uwe Kämmer (Einheit Greifswald)                     | Frank Hänig (Aktivist Niederwürschnitz)             |
| 1977/1978                    | Fred Fiebig (Lok Blankenburg)           | Ullrich Rutsatz (Motor Robur Zittau)         | Rainer Bösel (Einheit Greifswald)                   | Frank Eichhorn (EBT Berlin)                         |
| 1978/1979                    | Ullrich Rutsatz (Motor Zittau)          | Fred Fiebig (Lok Blankenburg)                | Lutz Dietrich (EBT Berlin)                          | Michael Huber (Medizin Luckau)                      |
| 1979/1980                    | Thomas Mundt (Einheit Greifswald)       | Gerd Swaton (Aktivist Niederwürschnitz)      | Hardy Lawrenz (Fortschritt Hohenstein-Ernstthal)    | Thomas Greeck (Einheit Greifswald)                  |
| 1980/1981                    | Thomas Mundt (Einheit Greifswald)       | Bernd Müller (Einheit Dorfchemnitz)          | Dirk Hickl (EBT Berlin)                             | Thomas Bley (Aktivist Niederwürschnitz)             |
| 1981/1982                    | Holger Wippich (SG Robur Zittau)        | Dirk Hickl (EBT Berlin)                      | Kai Abraham (EBT Berlin)                            | Michael Meitz (Lok Magdeburg)                       |
| 1982/1983                    | Kai Abraham (EBT Berlin)                | Karl-Hans Pezold (HSG DHfK Leipzig)          | Holger Wippich (SG Robur Zittau)                    | Dirk Hickl (EBT Berlin)                             |
| 1983/1984                    | Kai Abraham (EBT Berlin)                | Mike Joseph (Einheit Greifswald)             | Torsten Zippel (EBT Berlin)                         | Lutz Jenke (Turbine Großenhain)                     |
| 1984/1985                    | Kai Abraham (EBT Berlin)                | Axel Hundorf (HSG DHfK Leipzig)              | Lutz Jenke (Turbine Großenhain)                     | Sven Weise (HSG DHfK Leipzig)                       |
| 1985/1986                    | Mike Joseph (Einheit Greifswald)        | Axel Mews (Einheit Greifswald)               | Tilo Weise (HSG DHfK Leipzig)                       | Thomas Bölke (HSG DHfK Leipzig)                     |
| 1986/1987                    | Tilo Weise (HSG DHfK Leipzig)           | Alexander Pigola (HSG DHfK Leipzig)          | Jens Thonack (Einheit Greifswald)                   | Mike Joseph (Einheit Greifswald)                    |
| 1987/1988                    | Jörg Hutzler (Wismut Karl Marx Stadt)   | Sven Radigk (Medizin Luckau)                 | André Wiechmann (Einheit Greifswald)                | Wolf Tröger (SG Robur Zittau)                       |
| 1988/1989                    | Dirk Otto (HSG Lok HfV Dresden)         | Gerald Hempel (SG Gittersee)                 | Maik Schubert (Fortschritt Tröbitz)                 | Thomas Paul (Einheit Greifswald)                    |
| 1989/1990                    | Gerald Hempel (SG Gittersee)            | Ronny Röper (Lok Oschersleben)               | Matthias Brandt (Stahl Merseburg)                   | Thilo Renell (Wismut Karl-Marx-Stadt)               |

## Dameneinzel
| Saison                       | Erster                                       | Zweiter                                      | Dritter                                      | Dritter                                   |
| ---------------------------- | -------------------------------------------- | -------------------------------------------- | -------------------------------------------- | ----------------------------------------- |
| 1959/1960 (Bestenermittlung) | Beate Herbst (HSG DHfK Leipzig)              | Karin Horn (HSG DHfK Leipzig)                | Annemarie Bendig (Einheit Kyritz)            | Sabine Neye (Motor Fürstenwalde)          |
| 1960/1961                    | Beate Herbst (HSG DHfK Leipzig)              | Gisela Lindner (Wismut Auerbach)             | Loni Dallügge (Wismut Auerbach)              | Bärbel Irmisch (Chemie Leuna)             |
| 1961/1962                    | Sabine Neye (HSG DHfK Leipzig)               | Irene Beilschmidt (Aktivist Zipsendorf)      | Annemarie Bendig (Motor IFA Karl-Marx-Stadt) | Karin Brasin (Chemie Piesteritz)          |
| 1962/1963                    | Christina Schmidt (Wema Plauen)              | Irene Beilschmidt (Aktivist Zipsendorf)      | Heidrun Hapke (Aktivist Tröbitz)             |                                           |
| 1963/1964                    | Heidrun Hapke (Aktivist Tröbitz)             | Vera Below (Einheit Dorfchemnitz)            | Marianne Döhler (HSG DHfK Leipzig)           |                                           |
| 1964/1965                    | Heidrun Hapke (Aktivist Tröbitz)             | Vera Below (Einheit Dorfchemnitz)            | Monika Zimmermann (Fortschritt Greiz)        |                                           |
| 1965/1966                    | Jutta Tietze (SG Gittersee)                  | Christa Zeiß (Aufbau Themar)                 | Christine Zierath (Einheit Kyritz)           |                                           |
| 1966/1967                    | Monika Thiere (Aktivist Tröbitz)             | Christa Zeiß (Aufbau Themar)                 | Christine Zierath (Einheit Kyritz)           | Jutta Tietze (SG Gittersee)               |
| 1967/1968                    | Monika Thiere (Aktivist Tröbitz)             | Jutta Tietze (SG Gittersee)                  | Christine Zierath (Einheit Kyritz)           | Christa Zeiß (Aufbau Themar)              |
| 1968/1969                    | Monika Thiere (Aktivist Tröbitz)             | Jutta Tietze (SG Gittersee)                  | Edeltraud Flechner (Empor Eichwalde)         | Karin Sitter (Turbine Altenburg)          |
| 1969/1970                    | Edeltraud Flechner (Empor Eichwalde)         | Christa Zeiß (Aufbau Themar)                 | Helga Pöschel (Fortschritt Gößnitz)          | Angelika Seifert (Aktivist Tröbitz)       |
| 1970/1971                    | Edeltraud Flechner (EBT Berlin)              | Griseldis Lindner (Lok Bischofswerda)        | Helga Pöschel (HSG DHfK Leipzig)             | Angelika Meieranz (Fortschritt Meerane)   |
| 1971/1972                    | Edeltraud Flechner (EBT Berlin)              | Astrit Schreiber (Aktivist Niederwürschnitz) | Maria Fiebig (Einheit Dorfchemnitz)          | Helga Pöschel (HSG DHfK Leipzig)          |
| 1972/1973                    | Astrit Schreiber (Aktivist Niederwürschnitz) | Maria Fiebig (Einheit Dorfchemnitz)          | Sylvia König (Einheit Dorfchemnitz)          | Rena Scheithauer (Einheit Dorfchemnitz)   |
| 1973/1974                    | Astrit Schreiber (Aktivist Niederwürschnitz) | Katrin Rost (Lok Gera)                       | Renate Thurow (Einheit Greifswald)           | Rena Scheithauer (Einheit Dorfchemnitz)   |
| 1974/1975                    | Ilona Michalowsky (Einheit Greifswald)       | Astrit Schreiber (Aktivist Niederwürschnitz) | Renate Thurow (Einheit Greifswald)           | Rena Scheithauer (Einheit Dorfchemnitz)   |
| 1975/1976                    | Ilona Michalowsky (Einheit Greifswald)       | Christine Ober (Fortschritt Tröbitz)         | Petra Tobien (Kühlautomat Berlin)            | Ute Bernhardt (Aktivist Niederwürschnitz) |
| 1976/1977                    | Ilona Michalowsky (Einheit Greifswald)       | Petra Tobien (Kühlautomat Berlin)            | Carmen Ober (Fortschritt Tröbitz)            | Christine Ober (Fortschritt Tröbitz)      |
| 1977/1978                    | Petra Tobien (Kühlautomat Berlin)            | Christine Ober (Fortschritt Tröbitz)         | Petra Michalowsky (Einheit Greifswald)       | Carmen Ober (Fortschritt Tröbitz)         |
| 1978/1979                    | Petra Tobien (Kühlautomat Berlin)            | Birgit Kämmer (Einheit Greifswald)           | Ilona Michalowsky (Einheit Greifswald)       | Christine Ober (Fortschritt Tröbitz)      |
| 1979/1980                    | Petra Michalowsky (Einheit Greifswald)       | Petra Tobien (Kühlautomat Berlin)            | Birgit Kämmer (Einheit Greifswald)           | Silke Schmidt (Aktivist Niederwürschnitz) |
| 1980/1981                    | Petra Michalowsky (Einheit Greifswald)       | Birgit Kämmer (Einheit Greifswald)           | Michaela Junker (Kühlautomat Berlin)         | Silke Schmidt (Aktivist Niederwürschnitz) |
| 1981/1982                    | Susanne Herrmann (Lok Magdeburg)             | Michaela Junker (Kühlautomat Berlin)         | Jeanette Steiner (Wismut Karl-Marx-Stadt)    | Heike Franke (Rotation Erfurt)            |
| 1982/1983                    | Manuela Engler (EBT Berlin)                  | Gundel Walther (SG Robur Zittau)             | Heike Franke (Rotation Erfurt)               | Silke Kunau (Kühlautomat Berlin)          |
| 1983/1984                    | Katrin Schlotte (EBT Berlin)                 | Petra Schubert (Fortschritt Tröbitz)         | Kerstin Bohn (Einheit Greifswald)            | Silke Kunau (Kühlautomat Berlin)          |
| 1984/1985                    | Kerstin Bohn (Einheit Greifswald)            | Turid Goetz (Einheit Dorfchemnitz)           | Ines Wolter (Aktivist Salzwedel)             | Heike Heutzenröder (Union Mühlhausen)     |
| 1985/1986                    | Kerstin Bohn (Einheit Greifswald)            | Petra Schubert (Fortschritt Tröbitz)         | Turid Goetz (Einheit Dorfchemnitz)           | Heike Heutzenröder (Union Mühlhausen)     |
| 1986/1987                    | Heike Heutzenröder (Union Mühlhausen)        | Sandra Kraft (Einheit Greifswald)            | Barbara Kühmstedt (Einheit Greifswald)       | Jeanette Klinke (Gaselan Fürstenwalde)    |
| 1987/1988                    | Heike Heutzenröder (Union Mühlhausen)        | Sandra Kraft (Einheit Greifswald)            | Diana Ihle (Fortschritt Meerane)             | Peggy Richter (Fortschritt Tröbitz)       |
| 1988/1989                    | Katja Michalowsky (Einheit Greifswald)       | Ulrike Jähne (Einheit Greifswald)            | Peggy Richter (Fortschritt Tröbitz)          | Diana Ihle (Fortschritt Meerane)          |
| 1989/1990                    | Katja Michalowsky (Einheit Greifswald)       | Peggy Richter (Fortschritt Tröbitz)          | Ulrike Jähne (Einheit Greifswald)            | Jeanette Klinger (Rotation Erfurt)        |

## Herrendoppel
| Saison                       | Erster                                                                             | Zweiter                                                                   | Dritter                                                                              | Dritter                                                                                  |
| ---------------------------- | ---------------------------------------------------------------------------------- | ------------------------------------------------------------------------- | ------------------------------------------------------------------------------------ | ---------------------------------------------------------------------------------------- |
| 1959/1960 (Bestenermittlung) | Uwe Schicktanz / Erich Wilde (Traktor Doberlug-Kirchhain)                          | Gerd Hachmeister / Gerd Börnert (HSG DHfK Leipzig)                        | Frank Fache / Volker Herbst (Aktivist Zipsendorf / HSG DHfK Leipzig)                 | Wolfgang Schön / Wolf-Dieter Tränkner (Traktor Hilbersdorf / Fortschritt Stollberg)      |
| 1960/1961                    | Gerd Hachmeister / Volker Herbst (HSG DHfK Leipzig)                                | Frank Fache / Lutz Müller (Aktivist Zipsendorf / HSG DHfK Leipzig)        | Wolfgang Doebler / Joachim Libawski (Chemie Leuna)                                   | Rainer Claußnitzer / Eberhard Hübner (SG Gittersee)                                      |
| 1961/1962                    | Frank Fache / Manfred Großer (Aktivist Zipsendorf)                                 | Klaus Basdorf / Gerd Pigola (Post Berlin / Traktor Doberlug-Kirchhain)    | Lutz Müller / Volker Herbst (HSG DHfK Leipzig)                                       | Hans-Joachim Lehmann / Siegfried Kirmse (Traktor Doberlug-Kirchhain)                     |
| 1962/1963                    | Volker Herbst / Lutz Müller (HSG DHfK Leipzig)                                     | Klaus Renner / Harald Richter (Motor IFA Karl-Marx-Stadt)                 | Bernd Lawrenz / Hans-Jörg Hecker (Fortschritt Hohenstein-Ernstthal)                  |                                                                                          |
| 1963/1964                    | Jürgen Bommel / Siegfried Kirmse (Aktivist Tröbitz)                                | Hans-Jörg Hecker / Mike Roscher (Fortschritt Hohenstein-Ernstthal)        | Manfred Milkner / Rimkus (Lok Staßfurt)                                              |                                                                                          |
| 1964/1965                    | Lothar Diehr / Heinz Franz (EBT Berlin)                                            | Jürgen Bommel / Klaus-Peter Färber (Aktivist Tröbitz)                     | Hans-Hermann Heuer / Walter Siegel (Dynamo Aschersleben)                             |                                                                                          |
| 1965/1966                    | Jürgen Bommel / Roland Riese (Aktivist Tröbitz)                                    | Hubert Wagner / Hans-Hermann Heuer (Lok Falkenberg / Dynamo Aschersleben) | Lothar Diehr / Wolfgang Bartz (EBT Berlin)                                           |                                                                                          |
| 1966/1967                    | Edgar Michalowski / Erfried Michalowsky (Einheit Greifswald)                       | Hans-Jürgen Schirrmacher / Ralf Peters (Einheit Greifswald)               | Frank Jentsch / Jürgen Schulz (SG Gittersee)                                         | Uli Schneider / Dietmar Woratschka (Motor Schwarzenberg / Dynamo Zwickau)                |
| 1967/1968                    | Edgar Michalowski / Erfried Michalowsky (Einheit Greifswald)                       | Hans-Jürgen Göhler / Eberhard Braune (Dynamo Freiberg)                    | Bernd Bäcker / Roland Riese (Aktivist Tröbitz)                                       | Werner Michael / Fred Kraus (Aktivist Tröbitz)                                           |
| 1968/1969                    | Peter Schneider / Rainer Lorenz (Stahl Merseburg)                                  | Steffen Körbitz / Gunther Fröhlich (SG Gittersee)                         | Wolfram Schröter / Dieter Braun (Empor Eichwalde)                                    | Armin Balke / Wolfgang Böttcher (Lok Staßfurt)                                           |
| 1969/1970                    | Wolfram Schröter / Dieter Braun (Empor Eichwalde)                                  | Armin Balke / Wolfgang Böttcher (Lok Staßfurt)                            | Ralph König / Werner Dornbusch (Einheit Dorfchemnitz)                                | Rainer Lorenz / Peter Schneider (Stahl Merseburg)                                        |
| 1970/1971                    | Wolfgang Böttcher / Jürgen Richter (Lokomotive Staßfurt / HSG DHfK Leipzig)        | Wolfram Schröter / Dieter Braun (EBT Berlin)                              | Ralph König / Werner Dornbusch (Einheit Dorfchemnitz)                                | Klaus-Dieter Hartmann / Harald Fenske (Stahl Nordwest Leipzig)                           |
| 1971/1972                    | Wolfgang Böttcher / Jürgen Richter (HSG DHfK Leipzig)                              | Wolfram Schröter / Dieter Braun (EBT Berlin)                              | Jörg-Detlef Wohler / Jürgen Homburg (TSG Schöneiche / FSG Wildau)                    | Frank Thüm / Detlef Sprenger (EBT Berlin)                                                |
| 1972/1973                    | Detlef Sprenger / Thilo Gottschlag (EBT Berlin)                                    | Michael Franz / Jürgen Müller (Einheit Greifswald / HSG DHfK Leipzig)     | Frank Griesbach / Klaus Fritzsche (Einheit Dorfchemnitz)                             | Roland Grandner / Weißling (Motor Brand-Langenau)                                        |
| 1973/1974                    | Rainer Sperfeldt / Klaus Skobowsky (TSG Fürstenwalde / Fortschritt Tröbitz)        | Jörg-Peter Palm / Jens Scheithauer (FSG Wildau / Einheit Dorfchemnitz)    | Frank Griesbach / Klaus Fritzsche (Einheit Dorfchemnitz)                             | Siegfried Dombrowski / Detlef Brateck (Motor Eberswalde)                                 |
| 1974/1975                    | Roland Grandner / Hans-Joachim Figger (Motor Brand-Langenau / Lok Kirchmöser)      | Michael Franz / Norbert Michalowsky (Einheit Greifswald)                  | Wolfgang Hilbricht / Matthias Schmidt (Kühlautomat Berlin)                           | Wolfgang Pasler / Frank Buschmann (Aktivist Niederwürschnitz)                            |
| 1975/1976                    | Roland Grandner / Rainer Sperfeldt (Motor Brand-Langenau / TSG Fürstenwalde)       | Wolfgang Pasler / Frank Weber (Aktivist Niederwürschnitz)                 | Jens Scheithauer / Matthias Röder (Einheit Dorfchemnitz / HSG DHfK Leipzig)          | Rainer Bösel / Uwe Kämmer (Einheit Greifswald)                                           |
| 1976/1977                    | Jens Scheithauer / Wolfgang Hillbricht (Einheit Dorfchemnitz / Kühlautomat Berlin) | Rainer Brösel / Uwe Kämmer (Einheit Greifswald)                           | Jürgen Zehrt / Thomas Thron (Union Mühlhausen / Einheit Gotha)                       | Frank Hänig / Frank Weber (Aktivist Niederwürschnitz)                                    |
| 1977/1978                    | Fred Fiebig / Ullrich Rutsatz (Lok Blankenburg / Robur Zittau)                     | Frank Eichhorn / Lutz Dietrich (EBT Berlin)                               | Frank Fröhlich / Bernd Müller (Einheit Dorfchemnitz)                                 | Martin Schiedt / Jürgen Markiewicz (Fortschritt Hohenstein-Ernstthal / HSG DHfK Leipzig) |
| 1978/1979                    | Fred Fiebig / Ullrich Rutsatz (Lok Blankenburg / Motor Zittau)                     | Frank Fröhlich / Bernd Müller (Einheit Dorfchemnitz)                      | Uwe Plaxin / Steffen Walther (Motor Robur Zittau)                                    | Gerd Swaton / Gerald Strauß (Wismut Karl-Marx-Stadt / Medizin Luckau)                    |
| 1979/1980                    | Thomas Mundt / Thomas Greeck (Einheit Greifswald)                                  | Andreas Pape / Bernd Müller (Kühlautomat Berlin / Einheit Dorfchemnitz)   | Hardy Lawrenz / Steffen Walther (Fortschritt Hohenstein-Ernstthal / SG Robur Zittau) | Gerd Swaton / Gerald Strauß (Aktivist Niederwürschnitz / Medizin Luckau)                 |
| 1980/1981                    | Thomas Mundt / Bernd Müller (Einheit Greifswald / Einheit Dorfchemnitz)            | Uwe Süß / Thomas Bley (Aktivist Niederwürschnitz)                         | Dirk Hickl / Torsten Zippel (EBT Berlin)                                             | Knut Kühn / Manfred Heider (Lok Magdeburg)                                               |
| 1981/1982                    | Dirk Hickl / Holger Wippich (EBT Berlin / SG Robur Zittau)                         | Jörg Hollatz / Thomas Mundt (Einheit Greifswald)                          | Michael Meitz / Olaf Bahn (Lok Magdeburg / EBT Berlin)                               | Kai Abraham / Karl-Hans Pezold (EBT Berlin / HSG DHfK Leipzig)                           |
| 1982/1983                    | Dirk Hickl / Holger Wippich (EBT Berlin / SG Robur Zittau)                         | Kai Abraham / Karl-Hans Pezold (EBT Berlin / HSG DHfK Leipzig)            | Donald Höhne / Jens Weber (Wissenschaft Freiberg / Aktivist Niederwürschnitz)        | Torsten Zippel / Olaf Bahn (EBT Berlin)                                                  |
| 1983/1984                    | Kai Abraham / Mike Joseph (EBT Berlin / Einheit Greifswald)                        | Torsten Zippel / Olaf Bahn (EBT Berlin)                                   | Jan Schülke / Tobias Pohl (Kühlautomat Berlin / WBK Erfurt)                          |                                                                                          |
| 1984/1985                    | Sven Weise / Thomas Bölke (HSG DHfK Leipzig)                                       | Kai Abraham / Mike Joseph (EBT Berlin / Einheit Greifswald)               | Olaf Bahn / Lutz Jenke (EBT Berlin / Turbine Großenhain)                             | Axel Hundorf / Mario Schauder (HSG DHfK Leipzig / EBT Berlin)                            |
| 1985/1986                    | Sven Weise / Thomas Bölke (HSG DHfK Leipzig)                                       | Axel Mews / Mike Joseph (Einheit Greifswald)                              | Alexander Pigola / Tilo Weise (HSG DHfK Leipzig)                                     | Anko Menne / Ulf Menne (Medizin Luckau)                                                  |
| 1986/1987                    | Mike Joseph / Jens Thonack (Einheit Greifswald)                                    | Alexander Pigola / Thilo Weise (HSG DHfK Leipzig)                         | Jörg Hutzler / André Wiechmann (Wismut Karl-Marx-Stadt / Einheit Greifswald)         | Wolf Tröger / Jens-Uwe Renner (Fortschritt Eibau / SG Gittersee)                         |
| 1987/1988                    | Jörg Hutzler / André Wiechmann (Wismut Karl Marx Stadt / Einheit Greifswald)       | Wolf Tröger / Jens-Uwe Renner (SG Robur Zittau / SG Gittersee)            | Rainer Schütz / Andreas Knauf (BSG KWO Berlin)                                       | Jens-Dirk Schöne / Sven Radigk (Medizin Luckau)                                          |
| 1988/1989                    | Dirk Otto / Gerald Hempel (HSG Lok HfV Dresden / SG Gittersee)                     | Matthias Brandt / Volker Hempel (Stahl Merseburg / SG Gittersee)          | Tilo Renell / Ronny Röper (FMi / Lok Oschersleben)                                   | Maik Schubert / Marcus Hampel (Fortschritt Tröbitz)                                      |
| 1989/1990                    | Volker Hempel / Gerald Hempel (SG Gittersee)                                       | Matthias Brandt / Steffen Hefter (Stahl Merseburg)                        | Thilo Renell / Ronny Röper (Wismut Karl-Marx-Stadt / Lok Oschersleben)               | Karsten Neumann / Heiko Geisler (Einheit Greifswald / Lok Gera)                          |

## Damendoppel
| Saison                       | Erster                                                                               | Zweiter                                                                     | Dritter                                                                    | Dritter                                                                          |
| ---------------------------- | ------------------------------------------------------------------------------------ | --------------------------------------------------------------------------- | -------------------------------------------------------------------------- | -------------------------------------------------------------------------------- |
| 1959/1960 (Bestenermittlung) | Beate Herbst / Karin Horn (HSG DHfK Leipzig)                                         | Sabine Neye / Monika Wald (Motor Fürstenwalde)                              | Brigitte Lehnert / Brigitte Würkner (Dynamo Aschersleben)                  | Marianne Döhler / Bauer (HSG DHfK Leipzig / Fortschritt Rabenstein)              |
| 1960/1961                    | Bärbel Irmisch / Brigitte Lehnert (Chemie Leuna / Dynamo Aschersleben)               | Brigitte Rudolph / Beate Herbst (HSG DHfK Leipzig)                          | Gisela Lindner / Loni Dallügge (Wismut Auerbach)                           | Hildegund Rehklau / Hedda Teichgräber (Traktor Doberlug-Kirchhain)               |
| 1961/1962                    | Bärbel Irmisch / Brigitte Lehnert (Chemie Leuna / SG Dynamo Aschersleben)            | Hedda Teichgräber / Margit Pitzke (Traktor Doberlug-Kirchhain)              | Sabine Neye / Marianne Döhler (HSG DHfK Leipzig)                           | Annemarie Bendig / Christina Schmidt (Motor IFA Karl-Marx-Stadt / Plamag Plauen) |
| 1962/1963                    | Ute Basista / Marlies Commichau (Lok Mitte Leipzig)                                  | Heidrun Hapke / Gerlinde Krusche (Aktivist Tröbitz)                         | Irene Beilschmidt / Dörthe Lehmann (Aktivist Zipsendorf / SG Gittersee)    |                                                                                  |
| 1963/1964                    | Heidrun Hapke / Gerlinde Krusche (Aktivist Tröbitz)                                  | Elfi Larisch / Christel Möckel (Dynamo Aschersleben)                        | Bärbel Jeltsch / Hannelore Schulz (EBT Berlin)                             |                                                                                  |
| 1964/1965                    | Heidrun Hapke / Vera Below (Aktivist Tröbitz / Einheit Dorfchemnitz)                 | Christa Gemsleben / Luci Zichel (Lok Staßfurt)                              | Christiane Heizenreder / Schröder (Fortschritt Falkenstein)                |                                                                                  |
| 1965/1966                    | Christa Zeiß / Monika Zimmermann (Aufbau Themar / Fortschritt Greiz)                 | Monika Habanz / Christine Zierath (Traktor Pätz / Einheit Kyritz)           | Ursula Rimkus / Christel Sommer (Motor Ilmenau)                            |                                                                                  |
| 1966/1967                    | Jutta Tietze / Marina Göpfert (SG Gittersee)                                         | Monika Zimmermann / Gisela Kunath (Fortschritt Greiz / Turbine Lichtenberg) | Christa Zeiß / Brigitte Zeiß (Aufbau Themar)                               | Elsbeth Trampota / Karin Hahndorf (Lok Haldensleben)                             |
| 1967/1968                    | Jutta Tietze / Marina Göpfert (SG Gittersee)                                         | Christel Sommer / Ursula Rimkus (Chemie Ilmenau)                            | Gerlind Fritzsche / Renate Schliebner (Empor Jüterbog)                     | Christa Zeiß / Brigitte Zeiß (Aufbau Themar)                                     |
| 1968/1969                    | Jutta Tietze / Marina Göpfert (SG Gittersee)                                         | Angelika Seifert / Heidi Meisel (Aktivist Tröbitz / Motor Fraureuth)        | Sabine Kirchgeorg / Claudia Münchmeier (Chemie Ilmenau)                    | Bettina Böhme (Freiberg) / Karin Sitter (HSG DHfK Leipzig / Turbine Altenburg)   |
| 1969/1970                    | Edeltraud Flechner / Ursula Kaul (Empor Eichwalde)                                   | Angelika Seifert / Heidi Meisel (Aktivist Tröbitz / Motor Fraureuth)        | Karin Hahndorf / Roselies Ohrdorf (Lok Haldensleben)                       | Ursula Laetsch / Karin Sitter (Einheit Wehlen / Aktivist Zipsendorf)             |
| 1970/1971                    | Brigitte Zeiß / Claudia Münchmeier (Aufbau Themar / Chemie Glas Ilmenau)             | Griseldis Lindner / Karin Stab (Lok Bischofswerda)                          | Margit Herferth / Bärbel Günther (Einheit Dorfchemnitz)                    | Helga Pöschel / Karin Sitter (HSG DHfK Leipzig / Aktivist Zipsendorf)            |
| 1971/1972                    | Edeltraud Flechner / Bärbel Graewert (EBT Berlin)                                    | Angelika Neubert / Griseldis Lindner (SG Gittersee / Vekoma Bühlau)         | Maria Fiebig / Rosi Haselbacher (Einheit Dorfchemnitz)                     | Elke Freytag / Carola Freytag (Motor Zerbst)                                     |
| 1972/1973                    | Astrit Schreiber / Griseldis Lindner (Aktivist Niederwürschnitz / Lok Bischofswerda) | Renate Thurow / Brigitte Schröder (Einheit Greifswald)                      | Sylvia König / Rena Scheithauer (Einheit Dorfchemnitz)                     | Maria Fiebig / Marion Trifon (Einheit Dorfchemnitz / Motor Hainichen)            |
| 1973/1974                    | Astrit Schreiber / Sylvia Scheiter (Aktivist Niederwürschnitz)                       | Renate Thurow / Brigitte Schröder (Einheit Greifswald)                      | Sylvia König / Rena Scheithauer (Einheit Dorfchemnitz)                     | Katrin Rost / Marion Trifon (Lok Gera / Motor Hainichen)                         |
| 1974/1975                    | Renate Thurow / Ilona Michalowsky (Einheit Greifswald)                               | Astrit Schreiber / Sylvia Scheiter (Aktivist Niederwürschnitz)              | Elke Härtwig / Carola Morgenstern (Einheit Dorfchemnitz)                   | Sylvia König / Rena Scheithauer (Einheit Dorfchemnitz)                           |
| 1975/1976                    | Rena Scheithauer / Ilona Michalowsky (Einheit Dorfchemnitz / Einheit Greifswald)     | Carmen Ober / Christine Ober (Fortschritt Tröbitz)                          | Heike Günther / Ute Bernhardt (Aktivist Niederwürschnitz)                  | Seidel / Jakob (Stahl Südwest Leipzig)                                           |
| 1976/1977                    | Carmen Ober / Christine Ober (Fortschritt Tröbitz)                                   | Petra Tobien / Manuela Hoffmann (Kühlautomat Berlin / Vorwärts Doberlug)    | Sylvia Holz / Ilona Michalowsky (Einheit Greifswald)                       | Petra Michalowsky / Birgit Kämmer (Einheit Greifswald)                           |
| 1977/1978                    | Ilona Michalowsky / Petra Tobien (Einheit Greifswald / Kühlautomat Berlin)           | Carmen Ober / Christine Ober (Fortschritt Tröbitz)                          | Petra Michalowsky / Birgit Kämmer (Einheit Greifswald)                     | Dagmar Friedrich / Sylvia Holz (Motor Hainichen / Einheit Greifswald)            |
| 1978/1979                    | Ilona Michalowsky / Petra Tobien (Einheit Greifswald / Kühlautomat Berlin)           | Petra Michalowsky / Birgit Kämmer (Einheit Greifswald)                      | Petra Steffens / Barbara Wilhelm (TSG Lübbenau)                            | Carmen Ober / Christine Ober (Fortschritt Tröbitz)                               |
| 1979/1980                    | Petra Michalowsky / Birgit Kämmer (Einheit Greifswald)                               | Petra Tobien / Michaela Junker (Kühlautomat Berlin)                         | Silke Schmidt / Elke Hähnlein (Aktivist Niederwürschnitz)                  | Roswita Trabs / Birgit Jäger (SG Robur Zittau / Wismut Karl-Marx-Stadt)          |
| 1980/1981                    | Petra Michalowsky / Birgit Kämmer (Einheit Greifswald)                               | Silke Schmidt / Elke Hähnlein (Aktivist Niederwürschnitz)                   | Michaela Junker / Grit Joseph (Kühlautomat Berlin / Einheit Greifswald)    | Susanne Herrmann / Elke Gellert (Lok Magdeburg / Aktivist Salzwedel)             |
| 1981/1982                    | Michaela Junker / Susanne Herrmann (Kühlautomat Berlin / Lok Magdeburg)              | Jeanette Steiner / Elke Hofmann (Wismut Karl-Marx-Stadt)                    | Ute Hofmann / Kerstin Schauer (Motor Hermsdorf / Carl Zeiss Jena Nord)     | Iris Schmidt / Katrin Pfaue (Dynamo Aschersleben)                                |
| 1982/1983                    | Katrin Schlotte / Manuela Engler (EBT Berlin)                                        | Iris Schmidt / Katrin Pfaue (Dynamo Aschersleben)                           | Ute Trabs / Heike Franke (Robur Zittau / Rotation Erfurt)                  | Annette Schulz / Kerstin Bohn (Einheit Greifswald)                               |
| 1983/1984                    | Heike Franke / Kerstin Bohn (Rotation Erfurt / Einheit Greifswald)                   | Katrin Schlotte / Manuela Engler (EBT Berlin)                               | Jacqueline Bolduan / Turid Goetz (EBT Berlin / Einheit Dorfchemnitz)       | Petra Schubert / Pabst (Fortschritt Tröbitz / EBT Berlin oder Empor Eichwalde)   |
| 1984/1985                    | Petra Schubert / Kerstin Bohn (Fortschritt Tröbitz / Einheit Greifswald)             | Ines Wolter / Manuela Hoffmann (Aktivist Salzwedel)                         | Gabi Kaarz / Jacqueline Bolduan (EBT Berlin)                               | Turid Goetz / Marika Fehrmann (Einheit Dorfchemnitz / Einheit Riesa)             |
| 1985/1986                    | Petra Schubert / Kerstin Bohn (Fortschritt Tröbitz / Einheit Greifswald)             | Annett Lorenz / Heike Heutzenröder (Union Mühlhausen)                       | Marika Fehrmann / Leonore Fehrmann (Einheit Riesa)                         | Claudia Zöllner / Antje Augustin (Chemie Niedersedlitz / SG Robur Zittau)        |
| 1986/1987                    | Heike Heutzenröder / Michaela Tröger (Union Mühlhausen / Aktivist Niederwürschnitz)  | Sandra Kraft / Barbara Kühmstedt (Einheit Greifswald)                       | Marika Fehrmann / Antje Augustin (Einheit Riesa / SG Robur Zittau)         | Andrea Nordmann / Sandy Tröger (Lok Magdeburg / Aktivist Niederwürschnitz)       |
| 1987/1988                    | Sandra Kraft / Anja Teschke (Einheit Greifswald)                                     | Mandy Backhaus / Heike Heutzenröder (Union Mühlhausen)                      | Katrin Rühe / Andrea Nordmann (Lok Magdeburg)                              | Andrea Schröder / Ulrike Jähne (Einheit Greifswald)                              |
| 1988/1989                    | Katja Michalowsky / Peggy Richter (Einheit Greifswald / Fortschritt Tröbitz)         | Claudia Mädler / Heike Goedicke (Aktivist Salzwedel / Fortschritt Tröbitz)  | Carmen Fiedler / Diana Ihle (Wismut Karl-Marx-Stadt / Fortschritt Meerane) | Andrea Schröder / Ulrike Jähne (Einheit Greifswald)                              |
| 1989/1990                    | Katja Michalowsky / Ulrike Jähne (Greifswald)                                        | Peggy Richter / Jeanette Klinger (Fortschritt Tröbitz / Rotation Erfurt)    | Candida Pretsch / Bettina Brettschneider (Chemie Niedersedlitz)            | Bärbel Wilde / Anke Kunisch (Chemie Leuna / Einheit Greifswald)                  |

## Mixed
| Saison                       | Erster                                                                         | Zweiter                                                                                 | Dritter                                                                    | Dritter                                                                        |
| ---------------------------- | ------------------------------------------------------------------------------ | --------------------------------------------------------------------------------------- | -------------------------------------------------------------------------- | ------------------------------------------------------------------------------ |
| 1959/1960 (Bestenermittlung) | Uwe Schicktanz / Hedda Teichgräber (Traktor Doberlug-Kirchhain)                | Hartmut Münch / Sabine Neye (Motor Fürstenwalde)                                        | Volker Herbst / Karin Horn (HSG DHfK Leipzig)                              | Wolfgang Berger / Brigitte Würkner (Dynamo Aschersleben)                       |
| 1960/1961                    | Volker Herbst / Brigitte Rudolph (HSG DHfK Leipzig)                            | Erich Wilde / Hildegund Rehklau (Traktor Doberlug-Kirchhain)                            | Gerd Hachmeister / Beate Herbst (HSG DHfK Leipzig)                         | Rüdiger Schlott / Lienemann (Fortschritt Falkenstein)                          |
| 1961/1962                    | Volker Herbst / Sabine Neye (HSG DHfK Leipzig)                                 | Gerd Pigola / Hedda Teichgräber (Traktor Doberlug-Kirchhain)                            | Jürgen Krieger / Karin Brasin (Chemie Piesteritz)                          | Harald Richter / Elke Lein (Motor IFA Karl-Marx-Stadt)                         |
| 1962/1963                    | Volker Herbst / Margit Pitzke (HSG DHfK Leipzig)                               | Jürgen Bommel / Heidrun Hapke (Aktivist Tröbitz)                                        | Harald Richter / Elke Lein (Motor IFA Karl-Marx-Stadt)                     |                                                                                |
| 1963/1964                    | Jürgen Bommel / Heidrun Hapke (Aktivist Tröbitz)                               | Hans-Jörg Hecker / Vera Below (Fortschritt Hohenstein-Ernstthal / Einheit Dorfchemnitz) | Rainer Aurich / Erika Anger (SG Bräunsdorf / Motor Fraureuth)              |                                                                                |
| 1964/1965                    | Jürgen Bommel / Heidrun Hapke (Aktivist Tröbitz)                               | Bernd Kandziora / Vera Below (SG Bräunsdorf / Einheit Dorfchemnitz)                     | Baluwa / Theil (Empor Pritzwalk)                                           |                                                                                |
| 1965/1966                    | Jürgen Bommel / Ruth Mertzig (Aktivist Tröbitz)                                | Erfried Michalowsky / Hannelore Günther (Einheit Greifswald)                            | Hans-Jürgen Göhler / Gisela Kunath (Dynamo Freiberg / Turbine Lichtenberg) |                                                                                |
| 1966/1967                    | Roland Riese / Monika Thiere (Aktivist Tröbitz)                                | Edgar Michalowski / Christine Zierath (Einheit Greifswald)                              | Erfried Michalowsky / Hannelore Günther (Einheit Greifswald)               | Jürgen Schulz / Marina Göpfert (SG Gittersee)                                  |
| 1967/1968                    | Roland Riese / Monika Thiere (Aktivist Tröbitz)                                | Hans-Dieter Theiner / Angela Cassens (Energie Görlitz / Vekoma Bühlau)                  | Klaus Walz / Christiane Heizenreder (Fortschritt Falkenstein)              | Klaus Sarski / Eva Zwiersch (Fortschritt Taucha)                               |
| 1968/1969                    | Bernd Bäcker / Monika Thiere (Aktivist Tröbitz)                                | Steffen Körbitz / Marina Göpfert (SG Gittersee)                                         | Uwe Feja / Beeck (Empor Görlitz / Einheit Wehlen)                          | Fred Kraus / Angelika Seifert (Aktivist Tröbitz)                               |
| 1969/1970                    | Joachim Wiegand / Heidrun Eckardt (Lok Weißenfels)                             | Dieter Braun / Ursula Kaul (Empor Eichwalde)                                            | Wolf Noack / Gudrun Spindler (Stahl Merseburg)                             | Klaus Schmidt / Bärbel Schlottke (Einheit Greifswald)                          |
| 1970/1971                    | Bernd Behrens / Angelika Neubert (SG Gittersee)                                | Wolfram Schröter / Edeltraud Flechner (EBT Berlin)                                      | Joachim Wiegand / Heidrun Eckardt (Lok Weißenfels)                         | Dieter Spaller / Bärbel Schlottke (Einheit Greifswald)                         |
| 1971/1972                    | Wolfgang Böttcher / Helga Pöschel (HSG DHfK Leipzig)                           | Detlef Sprenger / Edeltraud Flechner (EBT Berlin)                                       | Matthias Göthel / Martina Wagner (Aktivist Niederwürschnitz)               | Frank Griesbach / Maria Fiebig (Einheit Dorfchemnitz)                          |
| 1972/1973                    | Detlef Sprenger / Astrit Schreiber (EBT Berlin / Aktivist Niederwürschnitz)    | Frank Griesbach / Maria Fiebig (Einheit Dorfchemnitz)                                   | Klaus Fritzsche / Sylvia König (Einheit Dorfchemnitz)                      | Albrecht / Romy Scheiber (Traktor Viernau)                                     |
| 1973/1974                    | Thomas Andrä / Astrit Schreiber (Aktivist Niederwürschnitz)                    | Michael Franz / Renate Thurow (Einheit Greifswald)                                      | Siegfried Dombrowski / Katrin Rost (Motor Eberswalde / Lok Gera)           | Stefan Sühnel / Marion Trifon (Karl-Marx-Stadt / Motor Hainichen)              |
| 1974/1975                    | Michael Franz / Renate Thurow (Einheit Greifswald)                             | Rainer Sperfeldt / Rena Scheithauer (Gaselan Fürstenwalde / Einheit Dorfchemnitz)       | Wolfgang Pasler / Astrit Schreiber (Aktivist Niederwürschnitz)             | Norbert Michalowsky / Ilona Michalowsky (Einheit Greifswald)                   |
| 1975/1976                    | Rainer Sperfeldt / Ilona Michalowsky (TSG Fürstenwalde / Einheit Greifswald)   | Roland Grandner / Rena Scheithauer (Motor Brand-Langenau / Einheit Dorfchemnitz)        | Wolfgang Pasler / Heike Günther (Aktivist Niederwürschnitz)                | Jens Scheithauer / Carola Morgenstern (Einheit Dorfchemnitz)                   |
| 1976/1977                    | Jens Scheithauer / Christine Ober (Einheit Dorfchemnitz / Fortschritt Tröbitz) | Frank Hänig / Heike Günther (Aktivist Niederwürschnitz)                                 | Rainer Bösel / Petra Michalowsky (Einheit Greifswald)                      | Uwe Kämmer / Ilona Michalowsky (Einheit Greifswald)                            |
| 1977/1978                    | Ullrich Rutsatz / Christine Ober (Robur Zittau / Fortschritt Tröbitz)          | Fred Fiebig / Petra Michalowsky (Lok Blankenburg / Einheit Greifswald)                  | Andreas Pape / Petra Tobien (Kühlautomat Berlin)                           | Lutz Dietrich / Ilona Michalowsky (EBT Berlin / Einheit Greifswald)            |
| 1978/1979                    | Fred Fiebig / Petra Michalowsky (Lok Blankenburg / Einheit Greifswald)         | Lutz Dietrich / Ilona Michalowsky (EBT Berlin / Einheit Greifswald)                     | Ullrich Rutsatz / Christine Ober (Robur Zittau / Fortschritt Tröbitz)      | Reiner Müller / Silke Schmidt (Einheit Greifswald / Aktivist Niederwürschnitz) |
| 1979/1980                    | Thomas Mundt / Birgit Kämmer (Einheit Greifswald)                              | Thomas Greeck / Petra Michalowsky (Einheit Greifswald)                                  | Bernd Müller / Petra Tobien (Einheit Dorfchemnitz / Kühlautomat Berlin)    | Thomas Bley / Elke Hähnlein (Aktivist Niederwürschnitz)                        |
| 1980/1981                    | Thomas Mundt / Birgit Kämmer (Einheit Greifswald)                              | Bernd Müller / Petra Michalowsky (Einheit Dorfchemnitz / Einheit Greifswald)            | Holger Wippich / Anke Gebauer (Robur Zittau)                               | Thomas Bley / Heike Hähnlein (Aktivist Niederwürschnitz)                       |
| 1981/1982                    | Dirk Hickl / Michaela Junker (EBT Berlin / Kühlautomat Berlin)                 | Kai Abraham / Manuela Engler (EBT Berlin)                                               | Michael Meitz / Susanne Herrmann (Lok Magdeburg)                           | Carsten Schmidt / Katrin Schlotte (Aktivist Mittenwalde)                       |
| 1982/1983                    | Holger Wippich / Marion Ihle (Robur Zittau / Aktivist Niederwürschnitz)        | Dirk Hickl / Manuela Engler (EBT Berlin)                                                | Torsten Zippel / Katrin Schlotte (EBT Berlin)                              | Kai Abraham / Jacqueline Bolduan (EBT Berlin)                                  |
| 1983/1984                    | Kai Abraham / Jacqueline Bolduan (EBT Berlin)                                  | Mike Joseph / Kerstin Bohn (Einheit Greifswald)                                         | Olaf Bahn / Manuela Engler (EBT Berlin)                                    | Torsten Zippel / Katrin Schlotte (EBT Berlin)                                  |
| 1984/1985                    | Kai Abraham / Jacqueline Bolduan (EBT Berlin)                                  | Mike Joseph / Petra Schubert (Einheit Greifswald / Fortschritt Tröbitz)                 | Axel Hundorf / Turid Goetz (HSG DHfK Leipzig / Einheit Dorfchemnitz)       | Axel Mews / Kerstin Bohn (Einheit Greifswald)                                  |
| 1985/1986                    | Mike Joseph / Petra Schubert (Einheit Greifswald / Fortschritt Tröbitz)        | André Wiechmann / Annett Lorenz (LMB Güstrow / Union Mühlhausen)                        | Sven Weise / Jacqueline Bolduan (HSG DHfK Leipzig / EBT Berlin)            | Axel Mews / Kerstin Bohn (Einheit Greifswald)                                  |
| 1986/1987                    | Mike Joseph / Heike Heutzenröder (Einheit Greifswald / Union Mühlhausen)       | Jens Thonack / Barbara Kühmstedt (Einheit Greifswald)                                   | André Wiechmann / Sandra Kraft (Einheit Greifswald)                        | Wolf Tröger / Kathrin Tröger (Fortschritt Eibau)                               |
| 1987/1988                    | André Wiechmann / Sandra Kraft (Einheit Greifswald)                            | Jörg Hutzler / Heike Heutzenröder (Wismut Karl-Marx-Stadt / Union Mühlhausen)           | Jean Deinert / Peggy Richter (Fortschritt Tröbitz)                         | Sven Radigk / Sandy Tröger (Medizin Luckau / Aktivist Niederwürschnitz)        |
| 1988/1989                    | Sven Radigk / Carmen Fiedler (Medizin Luckau / Wismut Karl Marx Stadt)         | Marcus Hampel / Peggy Richter (Fortschritt Tröbitz)                                     | Thomas Paul / Andrea Schröder (Einheit Greifswald)                         | Gerald Hempel / Ulrike Jähne (SG Gittersee / Einheit Greifswald)               |
| 1989/1990                    | Ronny Röper / Peggy Richter (Lok Oschersleben / Fortschritt Tröbitz)           | Karsten Neumann / Katja Michalowsky (Einheit Greifswald)                                | Volker Hempel / Candida Pretzsch (SG Gittersee / Chemie Niedersedlitz)     |                                                                                |